# Guksa

Guksa (în coreeană: 국사/國史) este o carte despre istoria regatului Silla. După părerea lui Ichan Isabu, în anul 6 de domniei al regelui Jinheung (545 d.Hr.), Deachan Geochilbu (居柒夫) și alți oficiali s-au adunat pentru a scrie o istorie a țării. Cartea nu mai există astăzi, fiind pierdută. Informațiile din aceasta au fost preluate în sursele ulterioare. 